# Pascal Angan
Jean Louis Pascal Angan (ur. 19 kwietnia 1986 w Odienné) – beniński piłkarz grający na pozycji ofensywnego pomocnika.

## Kariera klubowa
Angan urodził się w Wybrzeżu Kości Słoniowej. Karierę piłkarską rozpoczął w tamtejszym klubie AS Denguelé. W 2003 roku zadebiutował w jego barwach w pierwszej lidze iworyjskiej. W latach 2005–2006 grał w drużynie Issia Wazy FC, z którym w 2006 roku zdobył Puchar Wybrzeża Kości Słoniowej.
W 2006 roku Angan odszedł do benińskiego Tonnerre d’Abomey FC, z którym w 2007 roku wywalczył mistrzostwo Beninu. Z kolei w 2008 roku przeszedł do marokańskiego Wydadu Casablanca. W 2010 roku wywalczył z nim mistrzostwo Maroka.
W 2012 roku Angan przeszedł do algierskiego zespołu CR Belouizdad.

## Kariera reprezentacyjna
W reprezentacji Beninu Angan zadebiutował w 2009 roku. W 2010 roku został powołany do kadry na Puchar Narodów Afryki 2010. Tam rozegrał jedno spotkanie, z Egiptem (0:2).